# (37726) 1996 TK36
1996 TK36 (asteroide 37726) é um asteroide da cintura principal. Possui uma excentricidade de 0.22675330 e uma inclinação de 10.50419º.
Este asteroide foi descoberto no dia 12 de outubro de 1996 por Spacewatch em Kitt Peak.